# Marcule
Marcule – osada leśna w Polsce położona w województwie mazowieckim, w powiecie radomskim, w gminie Iłża. Osada położona jest wzdłuż drogi krajowej nr 9 ok. 8 km na południe od Iłży. Wchodzi w skład sołectwa Koszary.
Osada stanowi w całości teren  Nadleśnictwa Marcule. Zlokalizowane jest tu arboretum. 
W latach 1975–1998 miejscowość administracyjnie należała do województwa radomskiego.
Wierni kościoła rzymskokatolickiego należą do parafii Najświętszej Maryi Panny Różańcowej w Jasieńcu Iłżeckim.

## Z historii
W roku 1863 strażnikiem Lasów Rządowych w leśnictwie Marcule był Józef Lebioda, w roku 1864 więzień polityczny.  Więziony za udział w powstaniu styczniowym. Fakt ten odnotowano w akcie narodzin i chrztu Bolesława syna Józefa i Marianny z Turobojskich, Lebiodów, zapisanego w odległym 18 km. od Marcul Siennie, dnia 20.11.1864 r. Rodzicami chrzestnymi byli Stanisław Wydrychowski proboszcz parafii Sienno i Teofila Mączyńska burmistrzowa Sienna .